# Fisiognomica (album)
| Recensione              | Giudizio |
| ----------------------- | -------- |
| Dizionario del pop-rock |          |

Fisiognomica è il quindicesimo album in studio di Franco Battiato, pubblicato nel 1988. Dal disco, che rappresentò un inaspettato ritorno del cantante siciliano alla musica leggera e pop, dopo che questi l'aveva momentaneamente abbandonata a favore dell'opera lirica, vennero poi estratti quattro singoli destinati ai mercati esteri.
Fisiognomica raggiunse il primo posto in classifica, risultando il quindicesimo album più acquistato in Italia, riuscendo a vendere, già a maggio, circa 300 000 copie.
I brani E ti vengo a cercare, Nomadi e L'oceano di silenzio vennero eseguiti con Giusto Pio alla presenza di Giovanni Paolo II in un concerto storico alla Sala Nervi, il 18 marzo 1989.

## Antefatto
A partire dal 1985, terminato il tour di Mondi lontanissimi, Battiato decise di dedicarsi esclusivamente alla composizione di opere liriche, affermando anche in un'intervista di non essere interessato al rinnovo del contratto con la EMI Italiana, sua casa discografica. Dopo la messa in scena di Genesi, avvenuta al Teatro Regio di Parma nell'aprile del 1987 e un tour in Spagna a seguito della pubblicazione di Nomadas, album contenente una parte dei suoi brani tradotti in spagnolo, il musicista cominciò a lavorare alla sua seconda opera lirica, Gilgamesh. Battiato dichiarò poi che più volte durante la composizione si era ritrovato a scrivere materiale di musica leggera che non poteva essere in alcun modo incluso nell'opera. Si decise quindi a pubblicare un nuovo album di inediti.

## Descrizione
Fisiognomica costuituisce una pietra miliare nella carriera musicale di Franco Battiato. A differenza degli album precedenti, Fisiognomica si presentò come un disco molto meno commerciale. Notevoli furono le influenze arabeggianti e della musica classica, con la partecipazione in alcuni brani di un soprano e la presenza di vari cori. Album molto introspettivo e orientato verso un discorso di spiritualità, che caratterizzò anche le successive opere del musicista nella prima metà degli anni '90,  Fisiognomica rappresento' un prodotto totalmente originale per l'epoca. Tutti gli arrangiamenti sono di Battiato e il testo di Veni l'autunnu è in parte in lingua siciliana e in parte in arabo. Il testo in tedesco nel finale di L'oceano di silenzio è tratto da Wasserstatuen di Fleur Jaeggy.
Esiste una rara edizione promozionale dove il 33 giri è inserito in una sovracopertina che riproduce, leggermente ingrandita e con un bordo bianco, la stessa foto utilizzata per il fronte copertina dell'album.
La canzone E ti vengo a cercare è presente nel film Palombella rossa di Nanni Moretti. In una delle scene finali, il protagonista (e alter ego dell'attore e regista) Michele Apicella canta il brano mentre sta parlando con i giornalisti, e quindi mentre è in procinto di tirare un rigore, con il pubblico che lo accompagna nell'esibizione canora.

### E ti vengo a cercare
"E ti vengo a cercare" è uno dei brani più celebri del musicista catanese, spesso interpretato come una canzone d'amore, dedicata alla figura del partner o della persona amata. Tuttavia, come affermato dallo stesso autore, il testo ha un significato più profondo, rivolto alla dimensione del divino. Secondo il compositore, anche una persona amata può rappresentare un "divino" per chi ama, ma la tendenza del brano è orientata verso un'entità superiore. Il testo evoca anche il tema dell'emancipazione dalle passioni umane, suggerendo una ricerca spirituale che trascende le emozioni terrene e punta a un ideale superiore.
Il concetto di "cercare l'uno al di sopra del bene e del male" è strettamente legato alla tradizione mistica, che sostiene che l'essere umano, per realizzarsi, debba superare la condizione di dualità (bene e male, yin e yang, luce e buio) e cercare l'unità interiore. In questo contesto, il brano diventa una riflessione sull'evoluzione spirituale e sull'ascesa verso uno stato di perfezione.
Numerose altre frasi nel testo sono esplicitamente legate a concetti spirituali: come quella che invita a "cambiare l’oggetto dei propri desideri", suggerendo di non accontentarsi delle piccole gioie quotidiane, ma di aspirare a qualcosa di più grande e trascendentale. L'autore si ispira anche alla figura dell'eremita, simbolo di chi rinuncia agli attaccamenti mondani per dedicarsi alla ricerca interiore. Inoltre, il brano culmina con l'affermazione che "essere un'immagine divina di questa realtà" è l'obiettivo finale, che lascia poco spazio a dubbi sulla dimensione spirituale del messaggio.

### Oceano di silenzio
Questo brano, come accadrà successivamente per "L'ombra della luce" nell'album Come un cammello in una grondaia (1991), è scritto in uno stato meditativo. La composizione si concentra esplicitamente sul tema del silenzio e della meditazione, trattandoli come strumenti fondamentali per il raggiungimento di uno stato di consapevolezza e tranquillità interiore.
Battiato, attraverso il testo del brano, afferma che “Il silenzio è una tecnica, ed è quindi facile da raggiungere”. Questo suggerisce che, secondo il pensiero dell'artista, il silenzio non è solo l'assenza di suono, ma una pratica attiva, legata alla disciplina della meditazione, in cui il silenzio diventa un mezzo per allontanarsi dal flusso incessante dei pensieri e per ottenere uno stato di rilassamento profondo.
Nell’intervista con Franco Pulcini, contenuta nel libro Tecnica mista su tappeto per Battiato, l'artista definisce la meditazione come uno "stato di assoluto rilassamento". Battiato sottolinea che mentre alcune persone riescono a fermare i propri pensieri durante la meditazione, ciò non è l’obiettivo primario. L'aspetto centrale, piuttosto, è riuscire a "stare fuori dal circolo meccanico dei pensieri", osservandoli come se fossero fenomeni esterni, proprio come si osserva il flusso di un fiume senza farsi travolgere dalla corrente.
La riflessione proposta dal brano rispecchia l'approccio filosofico ed esoterico di Battiato, che integra nel suo pensiero e nelle sue opere concetti provenienti dalla spiritualità orientale, dalla meditazione, e dalla ricerca della pace interiore attraverso la distacco dalla mente egoica e dal continuo turbinio di pensieri.

## Cover diE ti vengo a cercare
- Nel 1996, il Consorzio Suonatori Indipendenti, gruppo guidato da Giovanni Lindo Ferretti, incide una cover di E ti vengo a cercare nel loro disco Linea Gotica. La cover vede anche la partecipazione di Battiato stesso, infatti, l'ultimo verso della canzone è cantato da lui. Tuttavia, viene omessa la frase finale: "perché ho bisogno della tua presenza".

- Tiziano Ferro nel 2020.

## Versione spagnola
Edita lo stesso anno, contiene quattro pezzi cantati in spagnolo, con testo adattato da Aurora Tagle e Franco Battiato.
Nella copertina apribile campeggia un ritratto dell'artista intento a leggere Diceria dell'untore di Gesualdo Bufalino. Non è stata inserita Nomadas, già uscita l'anno prima sull'omonimo LP, mentre è presente la versione in spagnolo di Mesopotamia, ancora inedita nella versione italiana (verrà inserita l'anno dopo in Giubbe rosse).

## Tracce
Testi e musiche di Franco Battiato, tranne dove indicato, arrangiamenti di Franco Battiato e Giusto Pio.

### Versione italiana
1. Fisiognomica – 4:32
2. E ti vengo a cercare – 3:52
3. Veni l'autunnu – 3:28
4. Secondo imbrunire – 3:17
5. Nomadi – 4:25 (Juri Camisasca)
6. Zai saman – 3:53
7. Il mito dell'amore – 3:28
8. L'oceano di silenzio – 4:17 (testo: Franco Battiato e Fleur Jaeggy)

Durata totale: 31:12

### Versione spagnola
1. Mesopotamia (versione spagnola) – 4:25
2. Y te vengo a buscar (versione spagnola) – 3:54
3. Veni l'autunnu – 3:28
4. Secondo imbrunire – 3:17
5. Fisiognomica (versione spagnola) – 4:32
6. Zai saman – 3:53
7. El mito del amor (versione spagnola) – 3:28
8. L'oceano di silenzio – 4:17 (testo: Franco Battiato e Fleur Jaeggy)

Durata totale: 31:14

## Formazione
- Franco Battiato - voce
- Giusto Pio - direzione dell'Orchestra Internazionale d'Italia
- Filippo Destrieri - tastiera, programmazione
- Michele Fedrigotti - pianoforte, organo Hammond
- Ricky Belloni - chitarra
- Danilo Grassi - batteria, percussioni
- Marco Guarnerio, Michele Campiglio, Michele Fedrigotti, Emilio Galante, Camilla Rigamonti, Anna Pedrazzini - cori
- Donatella Saccardi - soprano (in L'oceano di silenzio)
- Coro Ferdinando Paer diretto da Ugo Rolli